# Hôtel de ville de Troyes
L’hôtel de ville de Troyes est le bâtiment qui héberge les institutions municipales depuis 1776.
Il est construit de 1624 à 1672. C'est le seul édifice de style Louis XIII de l'Aube de cette époque.

## Histoire

### Avant leXVIesiècle
Le Beffroy, XIIIe – XVe siècles
Un premier local communal est mentionné le 30 novembre 1279 : c'est le Beffroy (Beffroi), au-dessus du rempart près de l'église Saint-Nicolas. Il sert de tour de guet, muni d'une cloche d'alarme ; et de maison de ville communément appelée « l'Hôtel du Beffroy », avec une galerie abritant les assemblées générales. Vers le milieu du XIVe siècle, les habitants élisent un conseil municipal pour administrer les affaires de la ville ; dans ce but, ils se réunissent en septembre ou octobre chaque année dans la Salle royale.
La maison Tournier, deuxième moitié du XVe siècle
En 1429, l'administration municipale est réorganisée. Le conseil fait tenir un registre de ses délibérations et délègue ses pouvoirs à des commissions qui se réunissent, à partir de 1431, dans une maison louée dans ce but pour six livres tournois annuellement ; s'y trouvent la chambre des comptes, l'écritoire de la ville, la chambre des œuvres, le secrétariat et les archives. Cette maison est située près de la collégiale Saint-Urbain, chez Laurent Tournier. Elle est appelée chambre de l'Échevinage et aussi Hôtel de ville. Pour l'appel aux assemblées, on y place en 1432 la cloche « Marie la Bourgeoise », renommée pour sa grosseur et sa beauté ; et une autre cloche en 1462 : la « grosse Marie ».

### L'hôtel de Mesgrigny
Le 20 novembre 1494, l'Assemblée Générale autorise le maire Edmond le Boucherat à acheter au nom de la ville pour 2 770 livres tournois l'hôtel de feu le receveur des aides Jean de Mesgrigny, possession de ses filles Jeanne et Edmone de Mesgrigny. Il se trouve sur l'emplacement de l'Hôtel de ville actuel, date du XIVe siècle et abrite depuis le XVIe siècle la juridiction consulaire (équivalent du tribunal de commerce), puis la Justice de Paix ; mais il tombe en ruine. Le conseil de ville pense à le déplacer, peut-être dans le Quartier-Bas, « par-dessus le canal, ou à l'emplacement de l’Hôtel-Dieu… et le vieil Hôtel de Ville pourrait recevoir l'Hôtel des Postes… ». En 1511 décision est prise de le faire reconstruire à neuf, mais n'aboutit qu'à une restauration de l'hôtel de Mesgrigny : la façade en bois est peinte, les armoiries de la ville placées au pignon sont remises à neuf, et une devise est inscrite sur la façade : « Pax huic et omnibus habitantibus in ea ! » (Paix à cette demeure et à tous ceux qui habitent en elle).
Le grand incendie de Troyes en 1524 détruit le Beffroi, et l'assemblée traditionnelle de la Saint-Barnabé, le 11 juin, a lieu dans la Salle du roi de l'ancien palais des comtes (siège du bailliage). L'hôtel de Mesgrigny doit cette fois être reconstruit. Mais c'est l'époque des guerres de Louis XII, dont la désastreuse bataille de Pavie (1525) : comme toutes les villes de France, Troyes doit fournir de grosses sommes au royaume ; et l'incendie de 1524 alourdit considérablement les charges avec 3 000 familles sans abri. Il faut attendre 1616 pour que le conseil de ville remette sur la planche la question de la reconstruction de l'hôtel de ville. 

### La reconstruction
Première phase, 1624-1640
Avec l'autorisation du roi, le conseil de ville étudie le 16 avril 1616 le moyen de financement (levée de deniers ou dons particuliers) et un plan de reconstruction. Choix est pris pour l'emplacement du vieil hôtel de ville, agrandi du terrain d'une maison au coin de la ruelle Daude (qu'occupe de nos jours en partie l'aile droite de l'hôtel de ville). Le 2 juin 1624, Le 24 juin 1624, le maire Joseph de Vienne présente trois nouveaux projets ; le 8 juillet, les échevins retiennent celui de Louis Noblet, maître-maçon parisien et architecte du roi de Pologne : un projet très ambitieux avec une façade très allongée, de solides fondations et un dôme couronnant le tout - pour 73 000 livres. En 1622 Louis XIII autorise un prélèvement de 30 000 livres pour la construction, à prendre sur les recettes du fermier des impôts Louis Berthault, du produit de la vente du sel — cet argent n'est en fait qu'une avance à valoir sur les rentrées de la ville même. La destruction de l'hôtel de Mesgrigny est ordonnée et la première pierre du nouvel édifice posée le 8 juillet 1624. En attendant la fin des travaux, les assemblées générales se font désormais aux Cordeliers. Mais en 1626, 30 000 livres ont été dépensées et seul le rez-de-chaussée est construit. Le chantier est abandonné vers 1640.
Deuxième phase, 1669-1672
En 1665, l'architecte Pierre Cottard établit de nouveaux plans pour achever le bâtiment tout en respectant ce qui est déjà construit : il garde la façade de Noblet mais réduit l'édifice à la demande des édiles[réf. nécessaire] et conçoit un toit avec des combles à la mansart (brisis et terrassons). 
En 1672 le gros œuvre est achevé et le bâtiment est utilisable ; mais les aménagements intérieurs ne sont terminés qu'en 1703 : « Il a fallu, pour terminer les bâtiments, 46 années de rivalités, de tiraillements ridicules et de misères publiques ».
Entre-temps, le 3 septembre 1687 est officiellement présentée une sculpture par François Girardon (1628-1715) destinée à la salle du conseil municipal : un monument à la gloire de Louis XIV, en marbre. 

La même année 1687, la niche de la façade reçoit une statue de François Mignot représentant Louis XIV foulant aux pieds l'hydre de l'hérésie, artiste local ; elle a été détruite en 1793 et remplacée en 1795 par une statue représentant la Liberté foulant aux pieds l'hydre du despotisme. Cette seconde statue, qui symbolise la France, s'appuie sur un faisceau de licteur et est coiffée d'un bonnet phrygien qui ont été supprimés sous Napoléon Ier. 

Nouveau changement pendant la Restauration où elle est remplacée par une Minerve casquée.
Inscrit au titre des monuments historiques en 1926 et 1930, et classé en 1932, sa statue de « Minerve casquée » est l'une des rares à avoir conservé sur son porche la devise révolutionnaire dans sa forme initiale : Unité Indivisibilité de la République - Liberté, égalité, fraternité, ou la mort. 
Le bâtiment a longtemps été enclavé jusqu'à ce que les halles aux bouchers furent rasées pour laisser la place libre. La grande salle du conseil municipal a été conçue par Gauthier Voyer.[réf. nécessaire]

### Les deux ailes, 1934 et 1937
Les deux ailes sont construites de 1933 à 1937, avec la première pierre posée le 13 juillet 1933 pendant le mandat du maire Armand Privé. La première achevée est l'aile gauche, en 1934 ; elle abrite les services et le cabinet du maire au premier étage. L'aile droite est terminée en 1937 avec la salle des fêtes au premier étage. Le ministre de l'Intérieur et le député-maire René Plard sont présents à l'inauguration, qui inclut un banquet pour plus de (bn) personnes y compris tous les responsables du Front populaire, suivi d'un bal pour les notabilités dans la nouvelle salle des fêtes.

### XXIesiècle
En 2012, la façade est rénovée. 

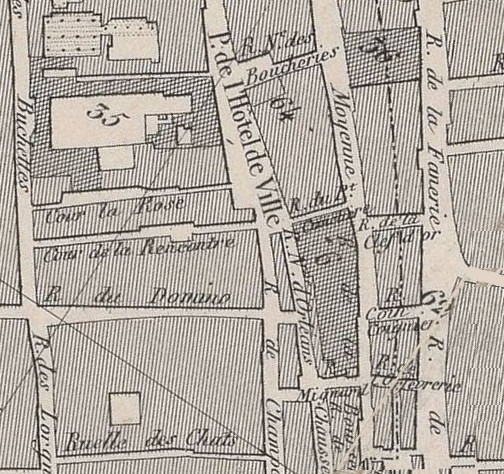
Sur un plan de 1839.
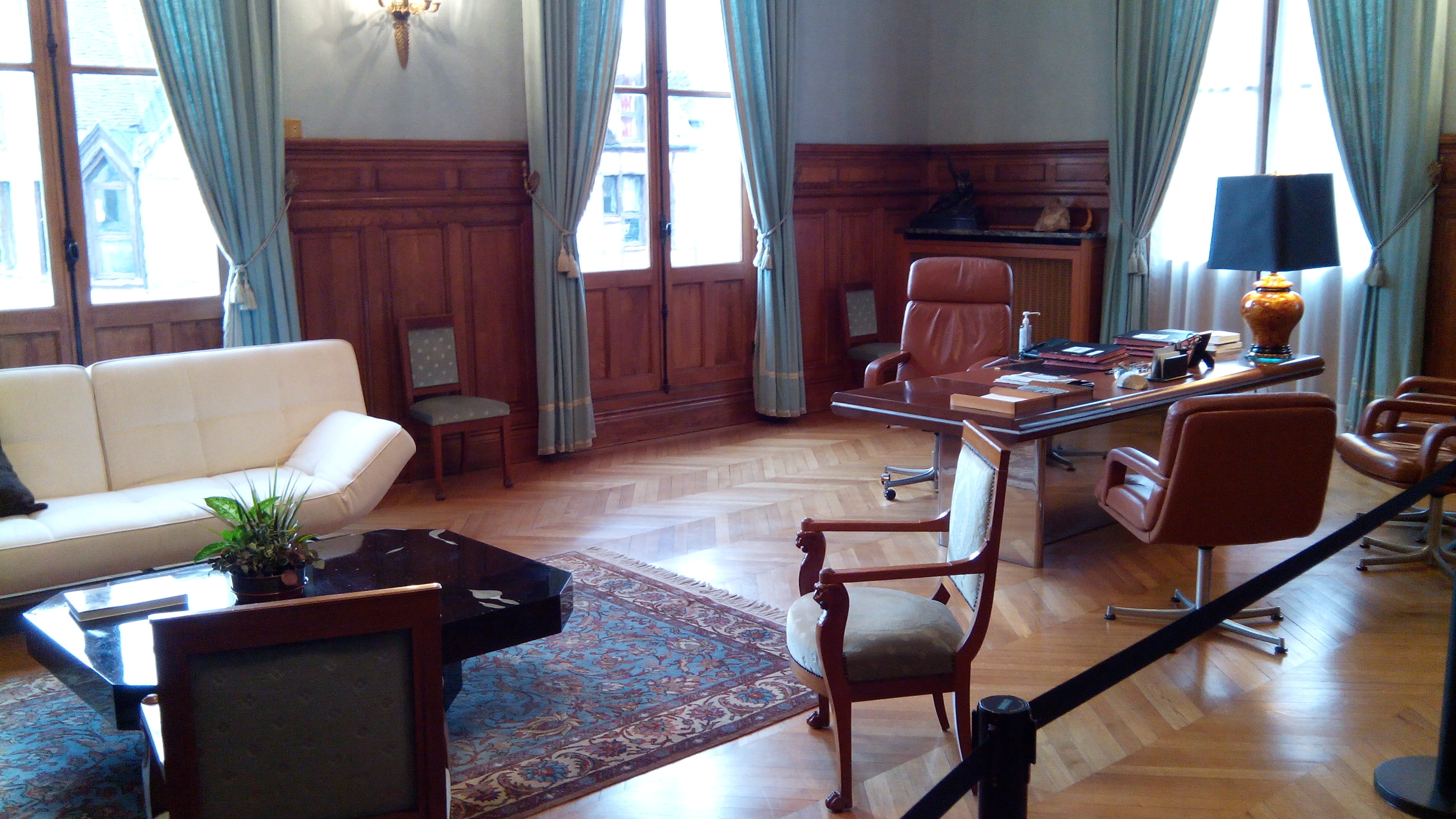
Le bureau du maire.
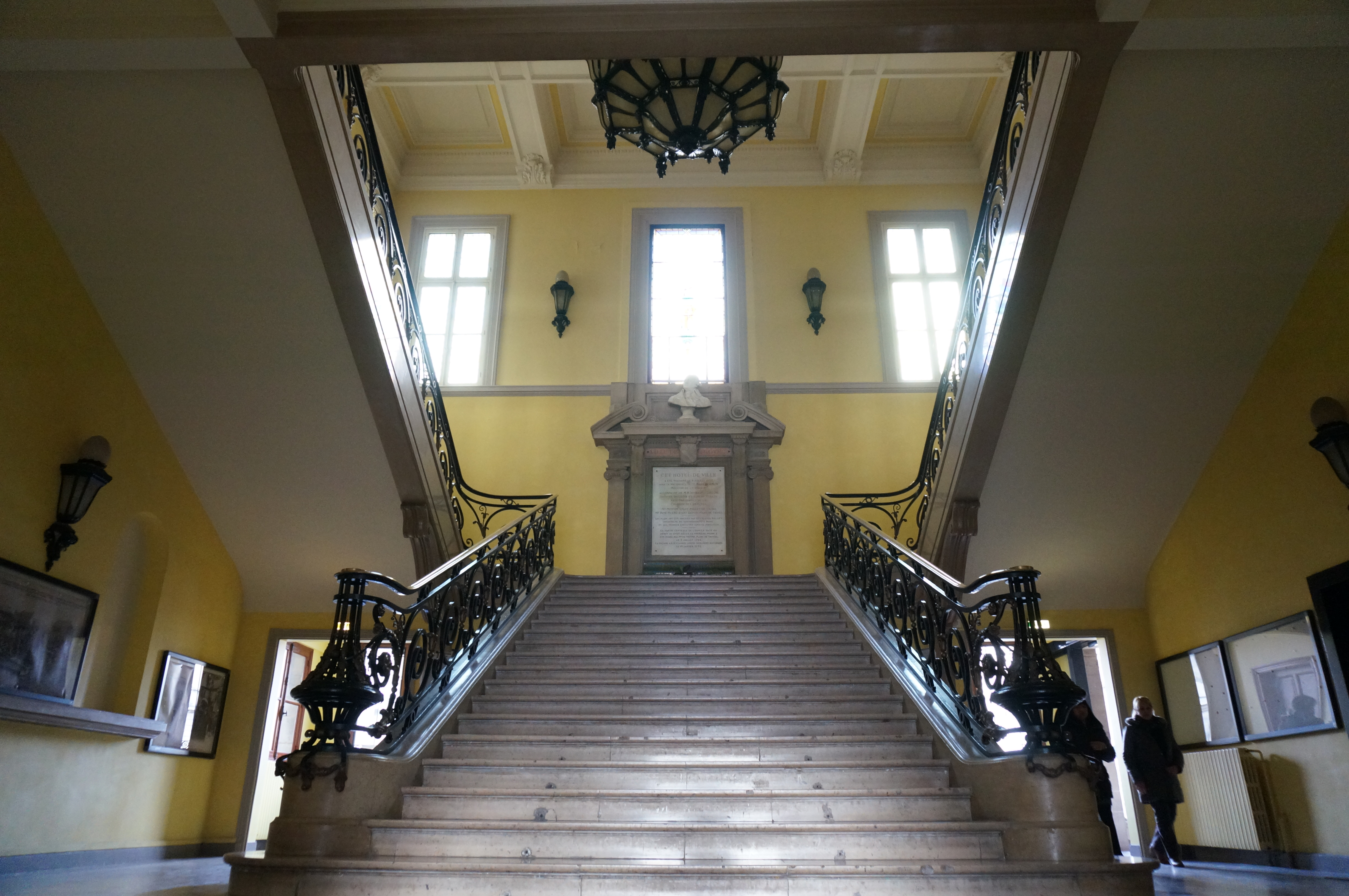
Escalier d'honneur.

## Description
Il est en forme de U ouvert sur la rue Claude Huez qui abrite un espace vert. Sa façade principale est sur la rue Alexandre Israël.
Un grand salon d'apparat avec une tribune et une salle du conseil municipal.

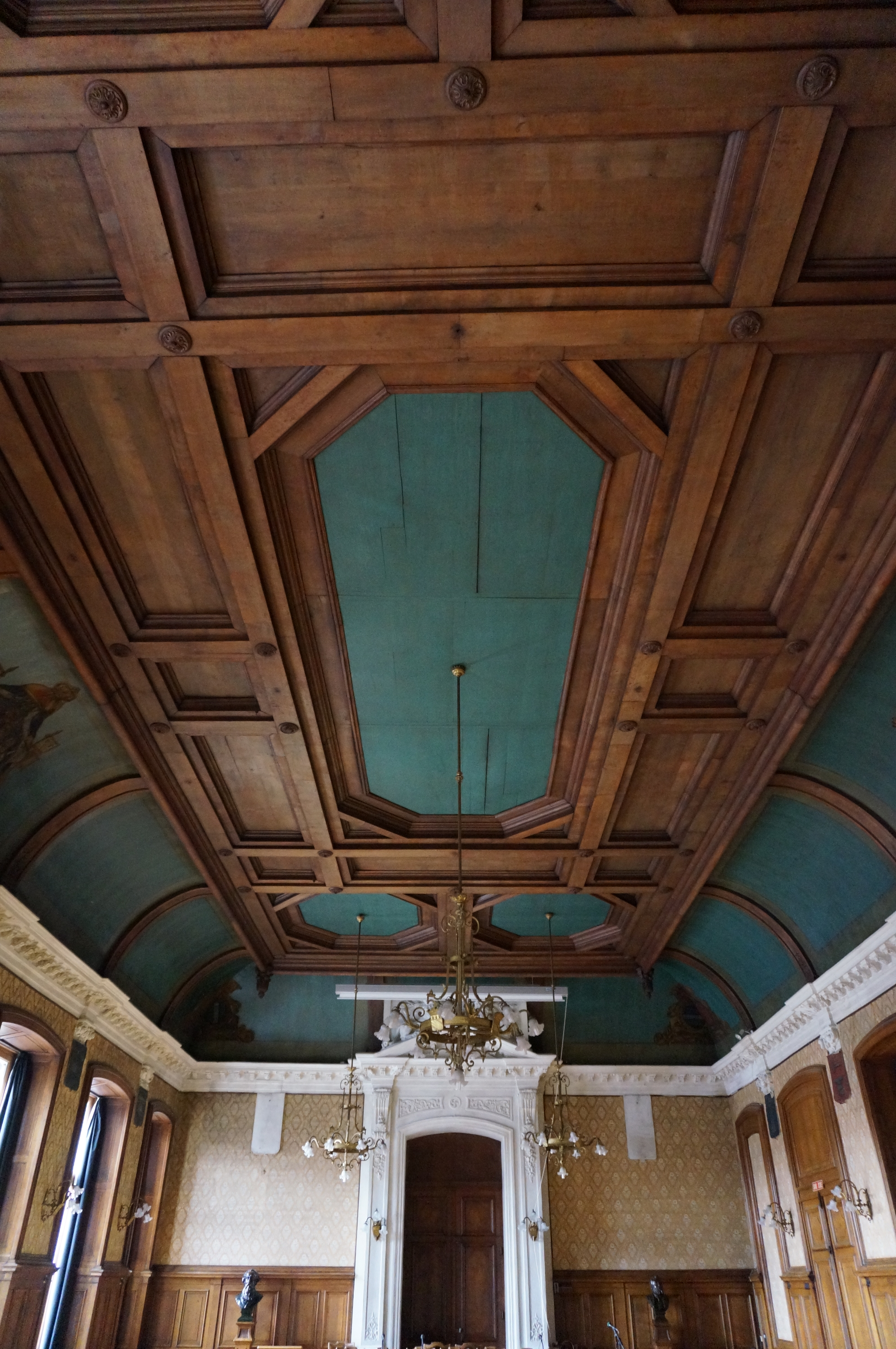
La Salle du conseil.
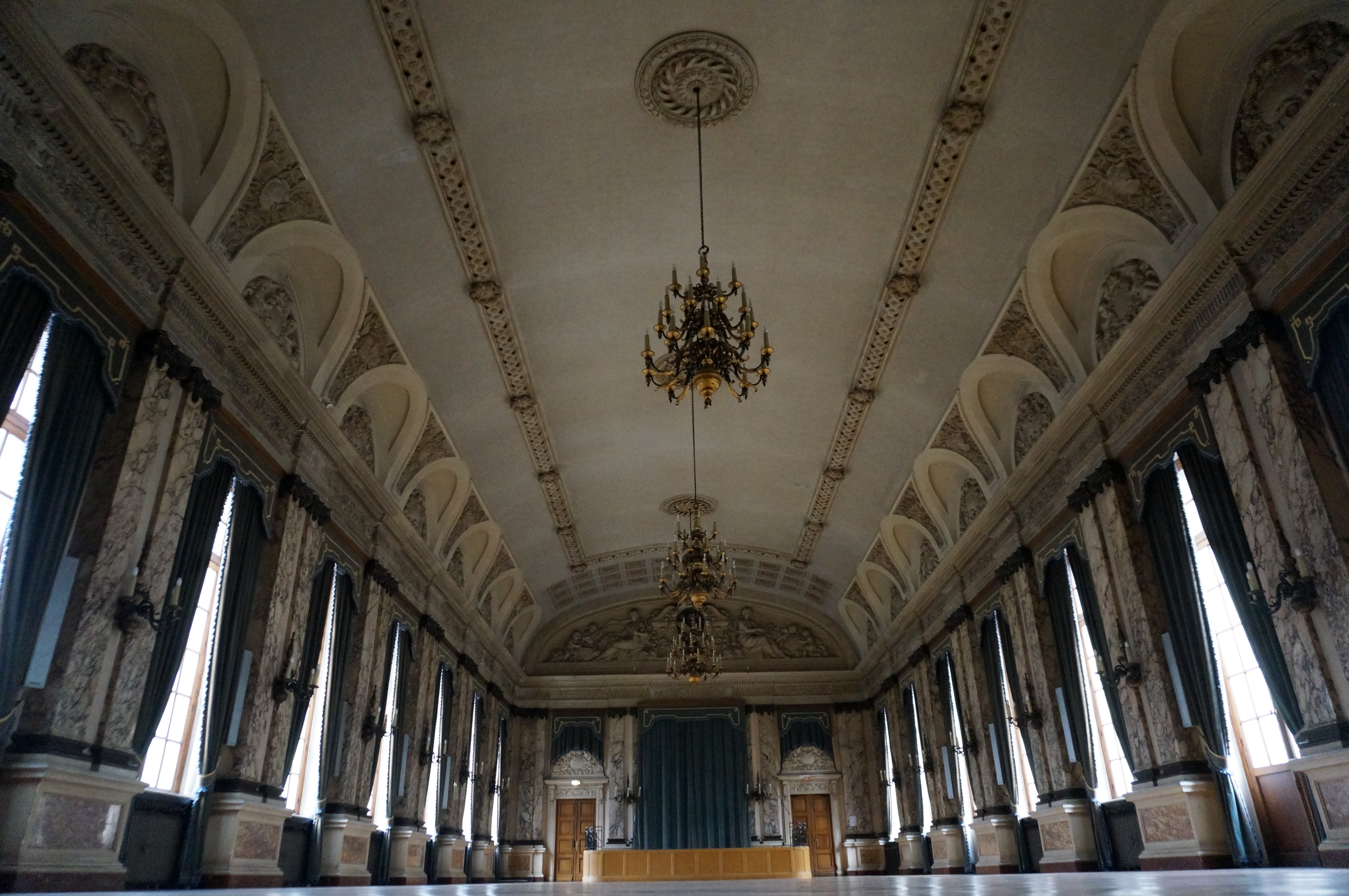
Le grand salon.
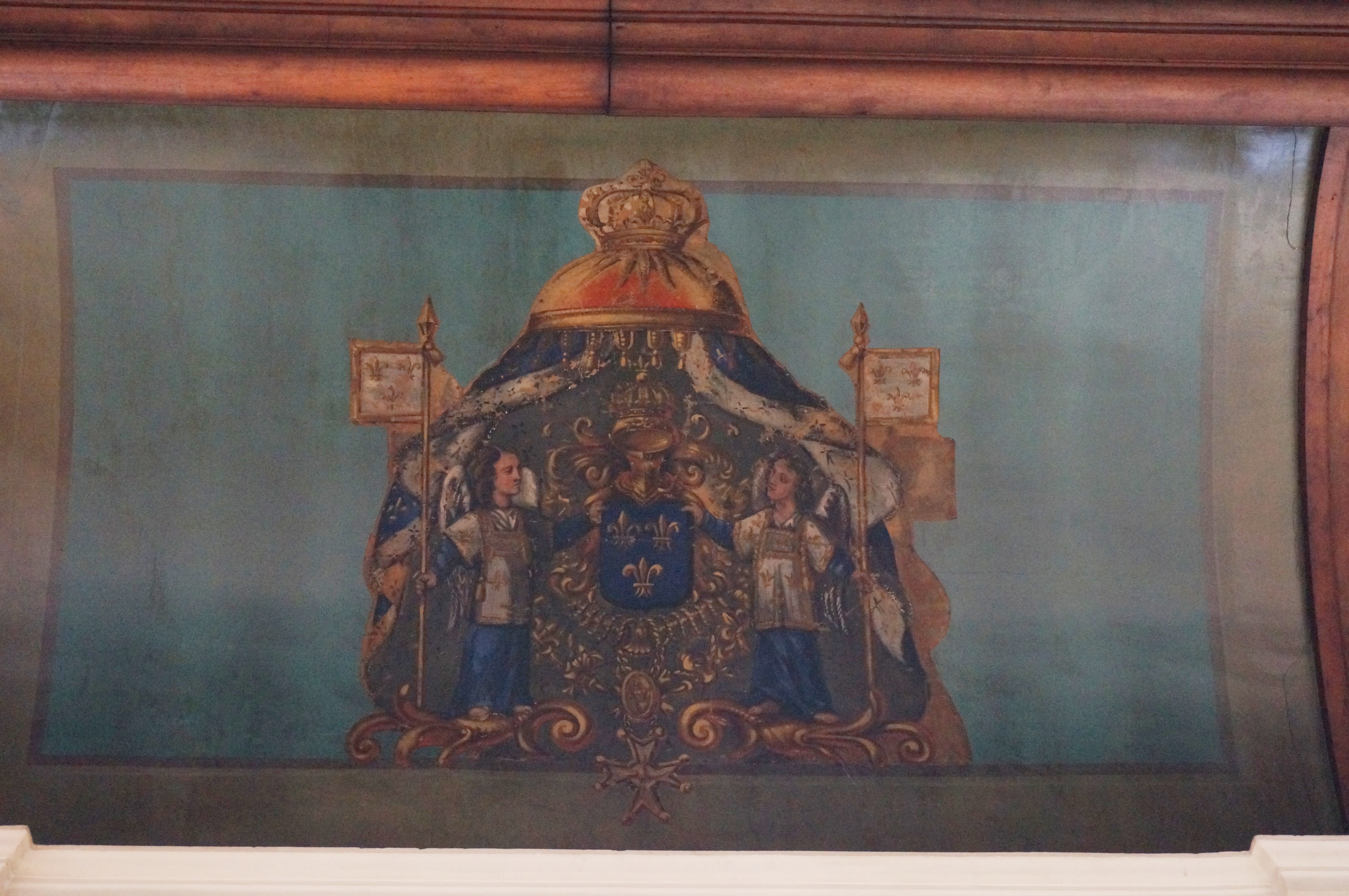
Blason du salon.

## Liens
- Le site municipal.